# Gato-palheiro-do-pantanal
Leopardus braccatus (gato-palheiro-do-pantanal) é uma espécie de felídeo da América do Sul, do gênero Leopardus. Ocorre principalmente no Pantanal, em áreas descampadas, matagais, savanas e florestas decíduas. É tradicionalmente classificado como subespécie do gato-palheiro (Leopardus colocolo), mas de acordo com medidas morfométricas do crânio e padrão de coloração da pelagem foi considerado como uma espécie separada. Esta classificação não é corroborada por estudos genéticos, e alguns autores ainda continuam classificando a espécie dentro de L. colocolo. Alguns consideram mais provável tratá-lo como uma espécie propriamente dita e os dados genéticos são questionáveis.

## Taxonomia
Em 1994, uma extensa análise morfológica de espécimes do gato-palheiro (Leopardus colocolo) sugeriu que distinções de pelagem, padrão e medidas cranianas garantiriam estatuto de espécie. Por esse motivo, o grupo gato-palheiro foi dividido em três espécies distintas com 11 subespécies. Os resultados da análise filogeográfica não apoiaram isso e a validade do trabalho genético foi questionada. Esta divisão de espécies foi reconhecida na edição de 2005 do Mammal Species of the World, embora o número de subespécies tenha sido reduzido:
- Leopardus colocola (colocolo)
  - L. c. colocola – florestas subtropicais do Chile central
  - L. c. wolffsohni (Garcia-Perea, 1994) – em arbustos espinhosos e páramo do norte do Chile[2]
- Leopardus braccatus (gato-palheiro-do-pantanal)
  - L. b. braccatus (Cope, 1889)[6] – centro do Brasil, leste do Paraguai, extremo leste da Bolívia e parte do nordeste da Argentina.[7][5]
  - L. b. munoai (Ximenez, 1961) – Rio Grande do Sul, no Brasil, e Uruguai.[7][5]
- Leopardus pajeros (gato-palheiro, com uma definição mais restrita)
  - L. p. pajeros (Desmarest, 1816), a subespécie nominal – sul do Chile e amplamente na Argentina[7]
  - L. p. crespoi – encosta oriental dos Andes no noroeste da Argentina[2]
  - L. p. garleppi (Matschie, 1912)[8] – Andes no Peru[2]
  - L. p. steinbachi – Andes na Bolívia[2]
  - L. p. thomasi – Andes no Equador[2]

Trabalhos mais recentes, principalmente estudos genéticos, não conseguiram encontrar suporte à divisão em nível de espécie, embora alguma subestrutura geográfica tenha sido reconhecida. Em 2016, os assessores da União Internacional para a Conservação da Natureza (UICN) continuaram a assumir o gato-palheiro como espécie única, o que foi reforçado no ano seguinte pela Cat Classification Taskforce do Cat Specialist Group, que subdividiu a espécie em sete subespécies:
- L. c. colocola
- L. c. pajeros
- L. c. braccatus
- L. c. garleppi
- L. c. budini (Pocock, 1941)
- L. c. munoai
- L. c. wolffsohni

Os autores de um estudo publicado em maio de 2020 encontraram diferenças morfológicas, moleculares, geográficas e ecológicas significativas entre várias populações de gatos-dos-pampas na América do Sul e propuseram cinco espécies monotípicas dentro do complexo específico do gato-palheiro, a saber: L. colocola, L. braccatus, L. garleppi, L. munoai e L. pajeros.

## Descrição
O Leopardus braccatus é um felino de pequeno porte, aproximadamente do tamanho de um gato doméstico. Possui uma pelagem amarelada ou marrom com manchas mais escuras sobre os flancos, uma garganta esbranquiçada, duas linhas escuras em cada bochecha, listras pretas nas pernas e no peito, e os pés e a ponta da cauda pretos. As orelhas são grandes e pontudas, com coloração variando de preta a cinza escuro, e, por vezes, com uma marcação mais pálida na superfície posterior. Existe um único relato de um indivíduo melânico selvagem no Brasil, embora este padrão de pelagem também foi observado em alguns espécimes em cativeiro. Duas subespécies podem ser identificadas com base no padrão da pelagem. L. b. braccatus é quase totalmente marrom-enferrujada com pontos descorados, cauda com faixas contínuas e uma ponta preta proeminente, e os pés totalmente pretos. L. b. munoai é mais pálido e mais amarelado, com manchas no flanco que são mais marrons e mais distintas, os pés são pretos só na sola, e cauda possui com faixas descontínuas e uma estreita ponta preta.
O pelo do Leopardus braccatus é geralmente mais longo do que em outras espécies relacionadas, embora os pelos mais longos da região que forma uma crista no dorso seja menos distinta. As garras são retráteis e fortemente curvadas.

## Distribuição e habitat
São encontrados a partir do nível do mar a 2.000 metros no centro-leste do Brasil, Uruguai, e nas regiões vizinhas da região central da América do Sul (Bolívia, Paraguai e Argentina). Dentro desta região, que habitam uma variedade de habitats de pastagens abertas a floresta densa. Também foi relatada a partir de terras agrícolas e, portanto, deve ter alguma tolerância limitada para a perturbação humana.

## Comportamento e dieta
São diurnos e solitários, habitando áreas de 3 a 37 km2. São carnívoros, se alimentando de pequenos mamíferos, como preás, pássaros, pequenos lagartos e cobras. Na maioria dos aspectos, que se acredita ser semelhante em comportamento e biologicamente ao Leopardus colocolo. Híbridos entre Leopardus braccatus e o gato-do-mato-pequeno (L. trigrinus) são conhecidos no Brasil.